# Бресница (община Враня)
 Тази статия е за селото в община Враня, Сърбия.  За селата със същото име вижте Брестница.  
Бресница или Брестица (на сръбски: Бресница или Bresnica) е село в Югоизточна Сърбия, Пчински окръг, Град Враня, община Враня.

## География
Селото е разположено във Вранската котловина, близо до левия бряг на Южна Морава и край международния път Е75. Отстои на 6,7 км източно от окръжния и общински център Враня, на 850 м североизточно от село Ранутовац, на 4,1 км северозападно от град Вранска баня и на 3,2 км южно от село Мощаница.

## История
По време на Първата световна война селото е във военновременните граници на Царство България, като административно е част от Вранска околия на Врански окръг.

## Население
Според преброяването на населението от 2011 г. селото има 388 жители.

### Етнически състав
Данните за етническия състав на населението са от преброяването през 2002 г.
- сърби – 410 жители (100%)